# Kang Byung-Jin
Kang Byung-Jin es un deportista surcoreano que compitió en judo. Ganó una medalla de bronce en los Juegos Asiáticos de 2002 en la categoría de +100 kg.

## Palmarés internacional
| Juegos Asiáticos | Juegos Asiáticos      | Juegos Asiáticos  | Juegos Asiáticos |
| Año              | Lugar                 | Medalla           | Categoría        |
| ---------------- | --------------------- | ----------------- | ---------------- |
| 2002             | Busan (Corea del Sur) | Medalla de bronce | +100 kg          |